# Ca l'Ouet
Ca l'Ouet és una masia situada al municipi de Montagut i Oix, a la comarca catalana de la Garrotxa.